# П'єр Дюпон (політик)
П'єр Дюпо́н (люксемб. Pierre Dupong; нар. 11 січня 1885 — пом. 23 грудня 1953) — люксембурзький політик і державний діяч. Він був 16-м прем'єр-міністром Люксембургу, займаючи цю посаду протягом шістнадцяти років, з 11 травня 1937 до своєї смерті, 23 грудня 1953 року. Він заснував Християнсько-соціальну народну партію (CSV) як основну консервативну партію після Другої світової війни, будучи одним із засновників Партії правих (PD) в 1914 році.
У 1940 і 1944 роках, в період окупації Люксембургу нацистською Німеччиною, очолював люксембурзький уряд у вигнанні в Монреалі. Він також ініціював відправку люксембурзьких солдатів в рамках місії ООН під час Корейської війни.